# عبد الله البسام
عبد الله بن عبد الرحمن بن صالح بن حمد بن محمد بن حمد بن إبراهيم البسام التميمي (1346 هـ / 1928م - 1423 هـ / 2003م) هو شيخ وعلامة سعودي وأسرة آل بسام من قبيلة بني تميم، وهم من سكان عنيزة.

## مولده ونشأته
ولد في بلدة أسرته مدينة عنيزة عام 1346 هـ ، وبعد سن التمييز أدخله والده كتاتيب بلده، وأشهر كتَّاب دخله هو كتَّاب الشيخ الداعية عبد الله القرعاوي، ثم شرع بالقراْءة على والده، فأكمل عليه حفظ القرآن الكريم، وأخذ عنه مع شقيقه صالح مبادئ علم الفقه بكتاب (أخصر المختصرات) ومبادئ علم النحو في (العمريطية نظم الأجرومية).
كان والده مرجعا في السيرة النبوية، والتاريخ الإسلامي، والأنساب والأخبار، ويحفظ من الأشعار والأخبار الشيء الكثير، فاستفاد منه في ذلك فوائد جليلة، وذلك أن مجالس أبيهما معهما عامرة بذكر قصص الأنبياء والسيرة النبوية والأخبار والأشعار. كان عند والده مكتبة طيبة استفاد منها كثيراً، قرأ فيها تفسير ابن كثير البداية والنهاية وأسد الغابة في معرفة الصحابة والعقد الفريد ومجمع الأمثال وغيرها، كل هذا في سن الصبا.

## حياته العلمية
دخل في صباه المبكر كُتَّاب عبد الله بن محمد القرعاوي حينما فتح له كُتَّأباً لتعليم القرآن الكريم ومبادئ العلوم الشرعية، فكان مع الأطفال الذين خصص لهم حفظ القرآن فقط، فلما سافر شيخه عبد الله القرعاوي عن عنيزة إلى جنوب المملكة العربية السعودية صار يدرس مع شقيقه صالح بن عبد الرحمن البسام على والدهما، فشرعا يتلقيان عليه دراسة القرآن الكريم، وكذلك يدرسان عليه في التفسير والسيرة النبوية والتاريخ الإسلامي، والفقه والنحو.
كان والده يحثه على مواصلة الدراسة والحصول على العلم، ويبين له فضل العلم وفضل أهله، وكان يكرر عليه قوله تأتيني عالماً أفضل علي من كنوز الأرض فترغيبه وحثه له هو الحافز الذي دفعه إلى التعلم. ثم إنه انخرط في سلك الطلاب الملازمين عند عبد الرحمن بن ناصر السعدي، فصار يحضر دروسه ولا يفوته منها شيء واستمر عنده لمدة ثمان سنوات. بعد ذلك التحق بكلية الشريعة في مكة المكرمة، فزاد اهتمامه لقربه من المسجد الحرام، وحلقات الدروس فيه، فصار يتردد بين مشائخه في الكلية، وبين حلقات الدروس في المسجد الحرام.
في أثناء دراسته أيضا طلب عبد الله بن حسن آل الشيخ رئيس القضاة في ذلك الوقت من مدير المعارف محمد بن عبد العزيز المانع أن يرشح أربعة من البارزين من طلاب كلية الشريعة ليكونوا مدرسين في الحرم المكي فكان الشيخ عبد الله البسام أحد المرشحين فمارس التدريس بالحرم منذ عام 1372 هـ إلى 1417 هـ لم تنقطع دروسه إلا مدة رئاسته لمحكمة الطائف ثلاث سنوات خلفاً لمحمد بن علي البيز الذي تقاعد من منصبه كرئيس للمحكمة الشرعية الكبرى بالطائف، أو إجازات يقضيها خارج مكة وكانت حلقات درسه بين المغرب والعشاء.

## مناصبه وأعماله
لما تخرج من الدراسة الجامعية عام 1374هـ عمل ما يلي:
- القضاء: فكان قضاؤه في القضايا الجزئية المستعجلة في مكة.

- عين مدرساً رسمياً في المسجد الحرام فكان يلقي دروساً عامة وخاصة. فمارس التدريس بالحرم منذ عام 1372هـ إلى 1417هـ لم تنقطع دروسه إلا مدة رئاسته لمحكمة الطائف ثلاث سنوات أو إجازات يقضيها خارج مكة وكانت حلقات درسه بين المغرب والعشاء. قضى أكثر من خمسين عاماً في المسجد الحرام يلقي دروسه الفقهية وخاصة في كتاب الروض المربع، ولم تنقطع دروسه إلا قبيل وفاته بثلاث سنوات حينما أثقل كاهله المرض.[2]

- عضواً في رابطة العالم الإسلامي، وعضواً في موسم الحج.
- قام بالإمامة في المسجد الحرام لمدة ثلاثة أشهر، وطلب منه البقاء في الإمامة رسمياً ولكنه لم يرغب ذلك لانشغاله بأعماله الأخرى من بين الأعمال التي كلف بها انه لما غاب إمام المسجد الحرام عبد المهيمن أبو السمح كلف بالقيام عنه في صلاة العشاء وصلاة الفجر لمدة ثلاثة أشهر وطلب منه الاستمرار ولكنه لم يرغب ذلك شعوراً منه أن الإمامة في المسجد الحرام تتطلب مرابطة تامة ومراقبة للوقت وهو يشق عليه ذلك مع أعماله الأخرى.
- رئيساً للمحكمة الكبرى بالطائف، عام 1387هـ بأمر من محمد بن إبراهيم، وحاول عبد الله بن حميدان يبقى البسام في مكة ليدرس في الحرم لكن الأمر نفذ
- قاضي في محكمة تمييز الأحكام الشرعية للمنطقة الغربية التي مقرها مكة المكرمة عام 1391هـ.
- رئيساً لمحكمة التمييز بمكة المكرمة 1400هـ، وقام بها حتى تمت مدة عمله النظامي، ثم مدد له سنة، ثم تقاعد عام 1417 هـ.
- عضو في المجمع الفقهي الإسلامي التابع لرابطة العالم الإسلامي، والتابع لمنظمة المؤتمر الإسلامي.[3]
- عضو في هيئة المراقبة الشرعية في شركة الراجحي للاستثمار.
- عضو في اللجنة الثقافية برابطة العالم الإسلامي.
- عضو في مجمع الإعجاز العلمي في الكتاب والسنة.
- عين عضواً في المجمع الفقهي التابع لرابطة العالم الإسلامي.
- عين عضواً في مجلس هيئة كبار العلماء في المملكة العربية السعودية.
- عين عضواً في المجلس الأعلى لدار الحديث الخيرية بمكة.
- عين رئيساً للجمعية الخيرية لمساعدة الشباب على الزواج في مكة المكرمة.
- رئيسٌ للمكتب التعاوني للدعوة والإرشاد وتوعية الجاليات في جدة.
- رئيسٌ لمجلس إدارة المستودع الخيري بمكة المكرمة
- عضو في هيئة الإغاثة الإسلامية العالمية.
- عضو في تحديد الحرم المكي

## مؤلفاته
لم تشغل البسام الوظائف والارتباطات الرسمية عن طلب العلم والتأليف، فله نشاط بارز واضح ومؤلفاته أثرت المكتبات الإسلامية، كما أن له إسهامات فاعلة في العلوم الشرعية والتاريخ والسير والأنساب منها:
- مجموعة محاضرات وبحوث ألقاها في مواسم رابطة العالم الإسلامي.
- تيسير العلام شرح عمدة الأحكام.
- خلاصة الكلام على عمدة الأحكام.
- تقنين الشريعة أضراره ومفاسده.
- علماء نجد خلال ثمانية قرون.
- القول الجلي في زكاة الحلي.
- الاختيارات الجليلة في المسائل الخلافية.
- الدين الإسلامي كفيل بتحقيق المصالح.
- توضيح الأحكام في شرح بلوغ المرام : وهو آخر إصدارات الشيخ عبد الله البسام- -.
- الفقه المختار موسوعة فقهية.
- مجموعة تواريخ نجدية وأنساب.
- حاشية على عمدة الفقه.
- تنبيه ذوي الأبصار عن ما في كتاب الآثار المحمدية من الأضرار.
- نيل المآرب في تهذيب شرح عمدة الطالب.
- شرح على كشف الشبهات.

## وفاته
توفي البسام في ضحى يوم الخميس الموافق 27 ذو القعدة 1423 هـ، وصُلي على الشيخ في المسجد الحرام بمكة المكرمة بعد صلاة الجمعة ودفن في مقبرة العدل.

## مقالات ذات صلة
- بشير بن حسن